# Руффо, Антонио Мария
Антонио Мария Руффо (итал. Antonio Maria Ruffo; 11 июня 1687, Баньяра-Калабра, Неаполитанское королевство — 22 февраля 1753, там же) — итальянский куриальный кардинал. Генеральный аудитор Апостольской Палаты с 9 марта 1739 по 9 сентября 1743. Кардинал-священник с 9 сентября 1743, с титулом церкви Сан-Сильвестро-ин-Капите с 23 сентября 1743. 